# Köksmåla (naturreservat)
Kökamåla är ett naturreservat i Oskarshamns kommun i Kalmar län.
Området är naturskyddat sedan 2010 och är 47 hektar stort. Reservatet består av löv- och barrskogar, orörda mosar och en del av sjön Trästen. 